# Drepanosticta makilingia
Drepanosticta makilingia – gatunek ważki z rodziny Platystictidae.